# Sint-Martinuskerk (Vechmaal)
De Sint-Martinuskerk is een kerkgebouw in Vechmaal in de Belgische gemeente Heers in de provincie Limburg. Het gebouw is gesitueerd aan de Suskesstraat en de Peuskensstraat en wordt omgeven door het ommuurde kerkhof bereikbaar via een hoge trap aan de westzijde.
De kerk is de parochiekerk van het dorp en is gewijd aan Sint-Martinus.

## Opbouw
Het bakstenen gebouw is een neoclassicistische zaalkerk en bestaat uit een deels ingebouwde westtoren, een eenbeukig schip met vijf traveeën en een koor met een rechte travee en een halfronde koorsluiting. Het koor wordt door twee sacristieën geflankeerd. De vierkante, vlakopgaande toren heeft hardstenen hoekbanden, een rechthoekige ingang met erboven een wijdingsinscriptie met chronogram voor 1818: InCoLarUM zeLo aereqUe aeDIfICatUr, rondboogvormige galmgaten en wordt getopt door een ingesnoerde naaldspits. De toren is gebouwd rondom de oude Romaanse toren van silex, die bewaard is gebleven tot op een halve meter hoogte.
Het schip heeft een hardstenen plint, hoekpilasters, rondboogvensters met hardstenen lekdrempels en dito kordon vormende lateien en wordt gedekt door een zadeldak met leien. De rechte koortravee is in gelijke stijl als het schip en heeft verder een blinde koorsluiting.
Het interieur is bepleisterd. Van binnen heeft de kerk een tongewelf dat rust op korinthische pilasters.

## Geschiedenis
In 1181 wordt er melding gemaakt van deze kerk als onderdeel van de goederen van de proosdij van Sint-Martin van Luik.
Reeds in de 13e eeuw werd er gemeld dat er herstellingswerken aan het gebouw noodzakelijk waren.
In 1628 werd er melding gemaakt van het plafond dat voorzien was van de wapenschilden van de familie de Hinnisdael. Hieruit kan afgeleid worden dat de houten zoldering nog vlak is en behoorde tot het romaanse schip, waarbij een van deze schilderingen de datering 1322 droeg.
In 1700 en 1712 werd de romaanse toren vermeld als in slechte staat zijnde.
Ten tijde van het pastoraat van Jacques Moens (1749-1762) onderging het gebouw herstelwerken.
De Ferrariskaart uit 1771-1777 toont de kerk als een kruiskerk op de huidige plaats, omgeven door een omheind kerkhof.
In de tweede helft van de 18e eeuw werd de toren hersteld door de gemeente.
In 1818 werd de toren heropgebouwd.
In 1834-1844 bouwde men een nieuwe kerk naar het ontwerp van Léon Jaminé uit Hasselt. Deze kerk werd in 1850 ingewijd.
Waarschijnlijk in 1978 werd de sacristie gebouwd door architect Denis uit Sint-Truiden.